# Calodecaryia pauciflora
Calodecaryia pauciflora är en tvåhjärtbladig växtart som beskrevs av André Leroy. Calodecaryia pauciflora ingår i släktet Calodecaryia och familjen Meliaceae. Inga underarter finns listade i Catalogue of Life.